# أليكس برستون
أليكس برستون (بالإنجليزية: Alex Preston)‏ هو مغني أمريكي، ولد في 6 مايو 1993.

## وصلات خارجية
- أليكس برستون على موقع ميوزك برينز (الإنجليزية)